# Alkonyzóna
Az Alkonyzóna (eredeti cím: The Twilight Zone) amerikai televíziós sorozat, melyet Rod Serling készített, eredetileg 1959 és 1964 között. Minden egyes epizódban (156 az eredeti sorozatban) keveredik az önálló fantasy, sci-fi, thriller vagy horror, gyakran egybekötve egy hátborzongató vagy váratlan csavarral. Magyarországon a TV3 mutatta be.

## Története
A népszerűségének és kritikai sikerének oka, hogy sok amerikaival megismertette a science fiction fogalmát, miközben szembesítette az embereket önmagukkal, a történetek ugyanis alapvetően tanmesék voltak az emberi gyengeségekről, a kapzsiságról, az előítéletekről, a rasszizmusról, vagy a háborúkról. A program követte a korábbi rádióműsorok hagyományait, mint a The Weird Circle és az X Minus One, valamint Serling hősének, Norman Corwinnak a munkásságát. A sorozat legtöbb történetét Serling írta, de olyan írók is írtak hozzá, mint Richard Matheson, Reginald Rose vagy Ray Bradbury. A sorozat popkultúrális hatása tagadhatatlan, az epizódok cselekménye számtalan későbbi filmes produkcióban köszöntek vissza. 1983-ban egy film is készült a sorozat alapján Alkonyzóna: a film címmel, melyben hat történet szerepel, aztán 1985–89 között a sorozatot is újrakezdték új történetekkel, de az eredeti sorozat történeteiből is feldolgoztak epizódokat modernebb kiadásban, majd 2002–03 között megint, legutóbb pedig 2019-ben kezdődött újra a sorozat. 2002–2012 között pedig rádiósorozat is készült 176 epizóddal. 
Az eredeti sorozatban sok később ismertté váló színész is megfordult, mint Charles Bronson, Martin Landau, Martin Balsam, Dennis Hopper, Robert Duvall, Peter Falk, Leonard Nimoy, William Shatner, Robert Redford, Burt Reynolds, George Takei, Telly Savalas, de még Buster Keaton és Darvas Lili is feltűnt az epizódokban, ahogy egyéb magyar szereplőkként Szabó Albert, Szörényi Éva és ifj. Beregi Oszkár is. 
A sorozat számos olyan későbbi antológiasorozatot is inspirált, mint a Végtelen határok, a Love, Death & Robots vagy a Fekete tükör.

## Fordítás
- Ez a szócikk részben vagy egészben  a   The Twilight Zone című angol Wikipédia-szócikk fordításán alapul.  Az eredeti cikk szerkesztőit annak laptörténete sorolja fel. Ez a jelzés csupán a megfogalmazás eredetét és a szerzői jogokat jelzi, nem szolgál a cikkben szereplő információk forrásmegjelöléseként.